# Fâșia Gaza
‘’‘Fâșia Gaza’’’ (arabă قطاع غزة) este o mică regiune din Orientul Mijlociu, parte a Palestinei în sudul coastei de est a Mării Mediterane care, conform Acordurilor de la Oslo, este ‘‘de jure’’ una din cele două componente teritoriale ale Autorității Palestiniene și, ‘‘de facto’’, după 2007, o bază autonomă administrată de Hamas. Numele provine de la Gaza, orașul principal. Cuprinde localități urbane și tabere locuite în mare parte de urmașii refugiaților palestinieni din 1948 și 1967. Este unul dintre teritoriile cu cea mai mare densitate de populație din lume (peste 5.900 loc./km²) pe o suprafață de 360 km² (41 km lungime, 6–12 km lățime), comparabilă cu densități urbane precum centrul orașului Paris, dar extinsă la un întreg teritoriu.
Numele „Gaza“ are origini în documentele militare ale faraonului egiptean Tutmosis al III-lea din secolul al XV-lea e.n. În limbile semitice, denumirea „Gaza“ înseamnă „fierbinte“ sau „puternic“. De asemenea, egiptenii antici o numeau „Ghazzat“ (oraș prejos), iar musulmanii o numeau adesea „Ghazzat Hashem“ în onoarea lui Hashim, străbunicul lui Mahomed.

## Geografie

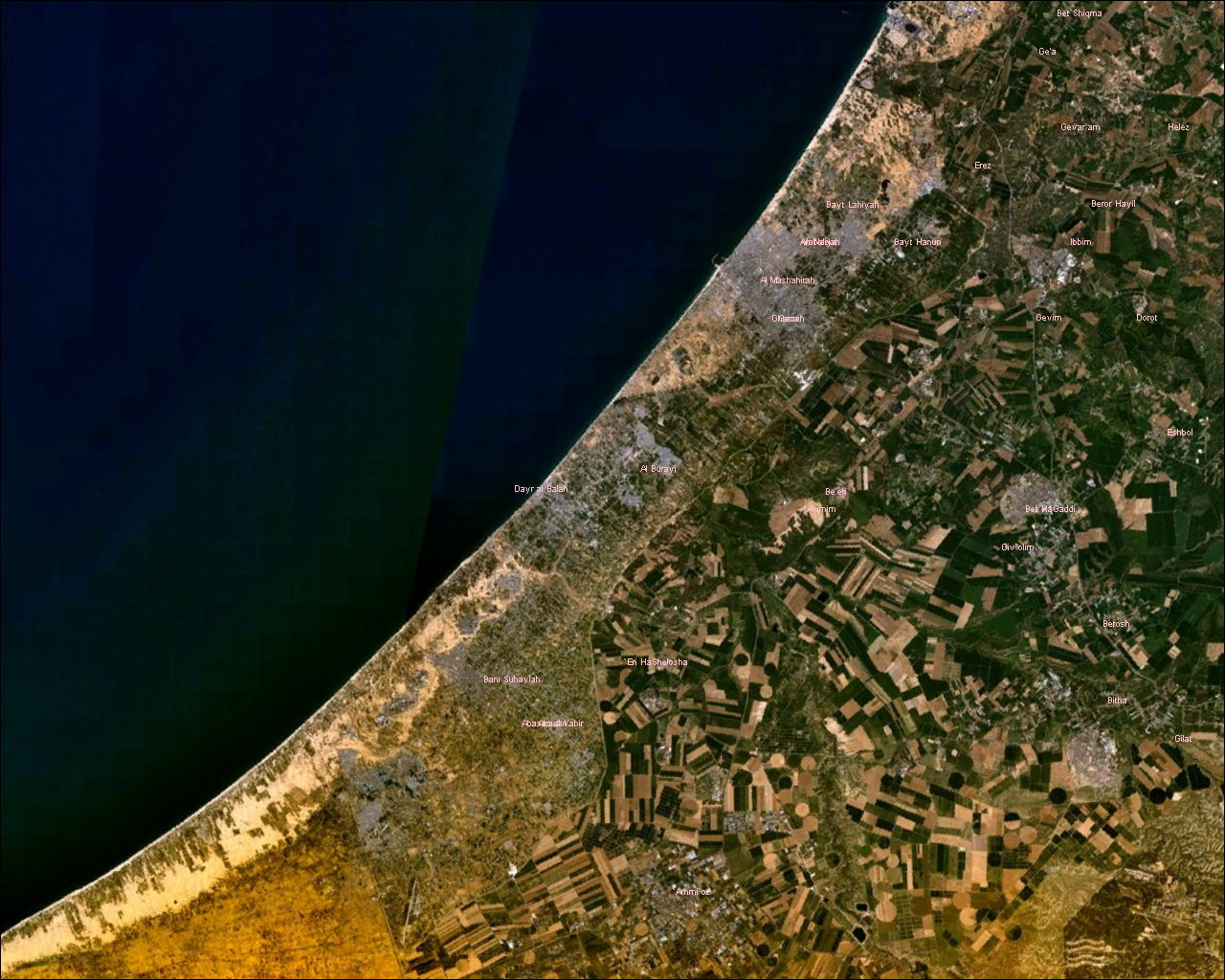
Imagine din satelit a Fâșiei Gaza

‘‘Fâșia’’ sau ‘‘Zona Gaza’’ este situată în vestul coastei maritime mediteraneene și cuprinde o parte a Palestinei istorice având granițe cu Egiptul pe o lungime de 11 kilometri în sud-vest și cu Israelul în nord și est, pe o lungime de 51 de kilometri. La vest se află țărmul Mării Mediterane, cu o lungime de 40 de kilometri.
Coordonatele geografice ale zonei sunt: 31°25′N 34°20′E / 31.417°N 34.333°E.
Fâșia Gaza are o climă mediteraneeană, cu veri secetoase și ierni blânde. Relieful este în general plat; altitudinea maximă este de 105 m. Probleme naturale includ deșertificarea, degradarea terenului și salinizarea apei potabile.
Acordurile de la Oslo au împărțit Fâșia Gaza în cinci ‘‘guvernorate’’ (districte).

## Istorie
Teritoriul Fâșiei Gaza a fost sub dominația Imperiului Otoman din anul 1517 până la Bătăliile de la Gaza din 1917, când armatele britanice au alungat armata otomană. În urma Primului Război Mondial întregul teritoriu al Palestinei, între Iordan, Marea Mediterană și Marea Roșie, s-a aflat între anii 1918—1948 sub mandat britanic din partea Societății Națiunilor.
În Războiul arabo-israelian din 1948, care a urmat încetării mandatului britanic și planului ONU de împărțire a Palestinei, armata egipteană a ocupat Fâșia Gaza, ale cărei hotare au fost definite în armistițiul Egipt–Israel din 1949. Fâșia Gaza s-a aflat sub administrație/ocupație egipteană până la Războiul de Șase Zile (iunie 1967), când a fost ocupată de Israel.
În 1956 (Criza Suezului), în timpul intrării trupelor israeliene în Gaza, forțele israeliene au ucis sute de palestinieni în Khan Yunis și Rafah; aceste incidente au fost consemnate de UNRWA și documentate ulterior în lucrări de istorie orală.
În 1987, a izbucnit Prima Intifada, ca revoltă populară împotriva ocupației militare israeliene, a coloniilor și a regimului de restricții impuse palestinienilor în Gaza și Cisiordania.
În urma acordurilor de la Oslo (’‘Declarația de principii’’, Washington, 13 septembrie 1993), la 4 mai 1994 s-a convenit autonomie internă în ‘‘Gaza’’ și ‘’Ierihon’’. În anii următori, procesul a fost puternic contestat în Israel; consilierul-șef al lui Ariel Sharon, Dov Weissglas, descria în 2004 ‘‘decuplarea unilaterală’’ de Gaza ca „înghețare” a procesului politic („formaldehidă”), iar Benjamin Netanyahu spunea, într-o înregistrare din 2001, că a „pus capăt de facto Acordurilor de la Oslo”, afirmând totodată că SUA pot fi „ușor influențate”.
În 2004–2005, Knesset-ul a decis evacuarea unilaterală a coloniștilor israelieni din Fâșia Gaza (’‘disengagement’’) - măsură explicată de oficiali israelieni și ca un mod de a evita configurații ‘‘binaționale’’ cu drepturi egale pentru palestinieni, menținând totodată controlul asupra frontierelor, spațiului aerian și maritim. Din 2007, Israel a impus o blocadă extinsă asupra Fâșiei Gaza.

## Conflicte militare
După 1967, au existat numeroase confruntări între Israel și grupări palestiniene din Gaza. Mai jos sunt menționate (succint) unele episoade semnificative (cu cifre verificate din surse terțe). Formulările evidențiază explicit responsabilitatea pentru pierderile civile, acolo unde sursele o precizează:
- 1956 – Criza Suezului (Khan Yunis, Rafah). În timpul ocupării temporare a Gazei, forțe israeliene au ucis sute de palestinieni; UNRWA a raportat numeroase victime civile în Khan Yunis și Rafah.[16][17]

- 1971 – campanie de „pacificare” în Gaza. Sub comanda lui Ariel Sharon, armata israeliană a demolat pe scară largă locuințe în Rafah și alte zone, pentru a crea fâșii de securitate; HRW a documentat distrugeri masive și strămutarea a mii de persoane în sudul Gazei.[18]

- 2004 – „Operation Rainbow” (Rafah, mai). Israelul a ucis cel puțin 59 de palestinieni (inclusiv 11 minori) și a ras sute de locuințe; mii de oameni au rămas fără adăpost.[19]

- 2004 – „Days of Penitence” (septembrie–octombrie, nordul Gazei). În cursul operațiunii israeliene, Israelul a ucis circa 130 de palestinieni în nordul Gazei (numeroși civili și copii).[20][21]

- 2006 – „Summer Rains”. După capturarea soldatului israelian Gilad Shalit, armata israeliană a bombardat unica centrală electrică a Gazei și infrastructura, ceea ce HRW a calificat drept încălcare a legilor războiului (obiecte indispensabile populației civile).[22] În lunile următoare, Israelul a ucis peste 400 de palestinieni în Gaza, potrivit sintezelor de presă și ONG-uri citate la acea dată.[23]

- 2006 – „Autumn Clouds” și bombardarea Beit Hanoun (noiembrie). Retragerea IDF a fost urmată la 8 noiembrie de tiruri de artilerie israeliene care au ucis 19–23 civili palestinieni într-un cartier rezidențial; HRW a cerut anchetă independentă.[24][25]

- 2008 – „Hot Winter” (februarie–martie). În timpul ofensivei israeliene, au fost uciși peste o sută de palestinieni, mulți civili (date rezumate în rapoarte OCHA/ONG);[26] rachete palestiniene au ucis de asemenea civili israelieni.

- 2008–2009 – „Cast Lead”. Israelul a ucis 1.383 de palestinieni, inclusiv 333 copii și 114 femei (OCHA), și a rănit peste 5.300;[27] Amnesty și HRW au documentat cazuri de folosire a fosforului alb și ucideri de civili care fluturau drapele albe.[28][29] În aceeași perioadă, rachetele palestiniene au ucis 3 civili israelieni; 6 militari israelieni au murit (4 prin foc „prietenesc”).[30]

- 2014 – „Stâncă Trainică”. Israelul a ucis 2.251 de palestinieni, dintre care 1.462 civili (551 copii); peste 11.000 răniți. Pagubele materiale au fost masive.[31][32]

- 2018–2019 – „Marșul Întoarcerii”. Proteste de masă lângă gardul perimetral au cerut dreptul la întoarcere și ridicarea blocadei. O comisie independentă a ONU a constatat folosirea sistematică de muniție de război împotriva protestatarilor; 6.106 răniți prin foc real (≈80% la membrele inferioare), sute de amputări; medici, jurnaliști și minori printre victime.[33][34][35]

- 2023–2025 – războiul declanșat după 7 octombrie 2023. Atacul Hamas din 7 octombrie 2023 a ucis 1.195 de persoane în Israel; datele Institutului Național de Asigurări al Israelului indică ‘’‘circa 695 civili’’’ și ‘’‘373 membri ai forțelor de securitate’’’ (în total ≈1.068 israelieni), la care se adaugă zeci de cetățeni străini; cifra rotunjită de „≈1.200” este folosită frecvent în presă, dar însuși inventarul social israelian indică un total mai mic.[36] Autorități israeliene au recunoscut că ‘’‘o parte’’’ din victime au fost ucise de foc israelian (de exemplu, intervenții la festivalul Nova; cazurile celor trei ostatici uciși de IDF la 15 decembrie 2023).[37] Ca ripostă, Israelul a declanșat o campanie militară intensă în Gaza în urma căreia Israelul a ucis peste ‘’‘61.000’’’ de palestinieni până în august 2025 (majoritatea civili, incluzând zeci de mii de femei și copii), conform surselor ONU și Reuters; infrastructura civilă a suferit distrugeri pe scară largă.[38][39] Agențiile ONU au semnalat zeci de familii palestiniene șterse complet din registrul civil și ‘’‘cel puțin 17.000 de copii’’’ neînsoțiți sau separați.[40][41]

## Demografia

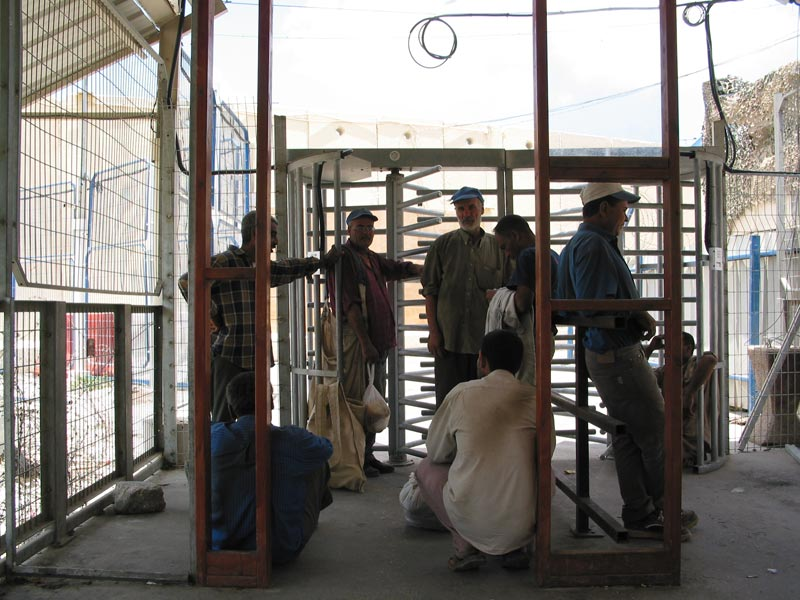
Punctul de trecere Erez

În Fâșia Gaza trăiesc circa 2,2–2,3 milioane de oameni (2023–2024). Majoritatea (≈75%) sunt descendenți ai refugiaților palestinieni strămutați din localități aflate azi în Israel (Negev/Naqab, Ashkelon, Ashdod, Yaffa, Lydda/Lod, Ramla, Beersheba etc.) sau din Cisiordania ocupată în 1967; multe familii au fost strămutate de mai multe ori (1948, 1967 și, din nou, 2023–2025). Densitatea populației depășește 5.900 loc./km² – neobișnuit de mare la nivel de teritoriu (comparabilă cu cartiere dense din capitale europene). Populația este foarte tânără: ≈50% au sub 18 ani.

#### Situația umanitară și blocada
ICRC a calificat blocada ca formă de ‘’‘pedeapsă colectivă’’’, contrară dreptului internațional umanitar. OCHA sintetizează impactul: acces sever restricționat, economie prăbușită, apă nepotabilă (≈78% din apa la robinet), exporturi și intrări comerciale sub nivelul pre-blocadă, aprobări limitate pentru pacienți (≈64% în 2022) – toate pe fundalul controlului israelian al spațiului aerian, maritim și al punctelor cheie de trecere. În consecință, rate ridicate de sărăcie și insecuritate alimentară, dependență de ajutor umanitar și colaps al infrastructurii au fost raportate constant de agențiile ONU.

## Economie
Blocada israeliană și restricțiile structurale au făcut ca Gaza să depindă de ajutorul umanitar; accesul la resurse naturale și piețe este limitat. În largul coastei se află zăcământul de gaze ‘’‘Gaza Marine’’’ (≈30–32 miliarde m³) descoperit în 2000, neexploatat până în 2023, când Israelul a anunțat o aprobare preliminară condiționată pentru dezvoltare, sub coordonare de securitate și cu implicarea Autorității Palestiniene și a Egiptului. Lipsa controlului efectiv palestinian asupra apelor și barierele politice au împiedicat până acum utilizarea resurselor în beneficiul economiei locale.

## Transportul și comunicațiile

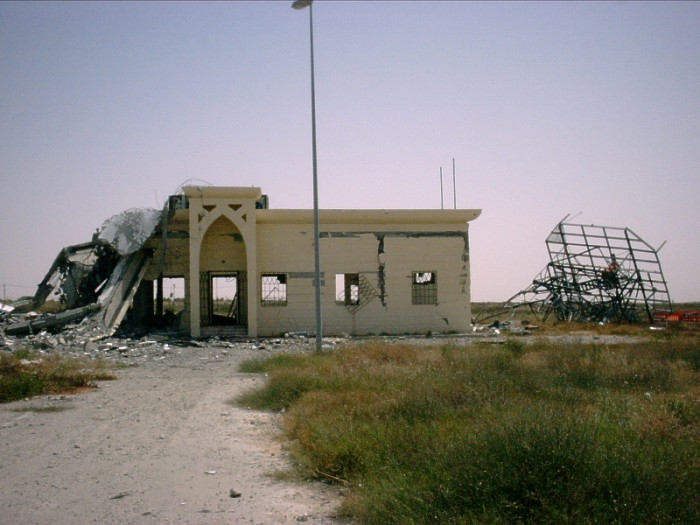
Partea distrusă a Aeroportului Internațional Yasser Arafat

Fâșia Gaza are o rețea rutieră slab dezvoltată. Linia ferată istorică este în mare măsură abandonată. Portul planificat nu a fost finalizat. Aeroportul Internațional „Yasser Arafat” a fost deschis la 24 noiembrie 1998, dar a fost închis în octombrie 2000 după escaladarea violențelor, iar pista a fost distrusă de Armata Israeliană în decembrie 2001. Serviciile telefonice și de Internet sunt furnizate de operatori locali; infrastructura este afectată recurent de ostilități și restricții.

## Religie
Adepții Islamului constituie majoritatea; există și o comunitate creștină mică (sub 1%), cu biserici istorice precum Biserica Sfântul Porfirie (ortodoxă). Diminuarea numerică a creștinilor este legată de emigrarea economică prelungită pe fondul blocadei și al lipsei de oportunități.

## Sănătate
Studiile au indicat deficiențe nutriționale și acces limitat la servicii, agravate de restricții la evacuările medicale (în 2022, doar ~64% dintre solicitările pacienților au fost aprobate la timp pentru programare). În 2018–2019, mii de răniți prin foc real în cadrul „Marșului Întoarcerii” au necesitat tratamente complexe, inclusiv sute de amputări, conform ONU/ONG.

## Politici israeliene față de Hamas și finanțarea prin Qatar
Surse israeliene și internaționale au relatat că guverne israeliene au tolerat/încurajat în anumite perioade transferuri de numerar din Qatar către Gaza, în plicuri, pentru plata salariilor și asistență – politici prezentate drept „stabilizare”, dar criticate că întăresc Hamas și fragmentează scena politică palestiniană. În paralel, declarațiile lui Dov Weissglas/Netanyahu (vezi secțiunea „Istorie”) indică o strategie de „înghețare” a procesului politic/Oslo.